# 金山弾薬犠牲者碑
金山弾薬犠牲者碑（かなやまだんやくぎせいしゃひ）は、長崎県佐世保市東浜町にある1945年（昭和20年）12月31日に発生した爆発事故の慰霊碑。爆発事故が発生した施設の名称は「金山弾薬庫」とされてきたが、事故当時の現場付近の資料から「日宇火薬庫」であるとみられている。

## 事故
爆発事故は1945年（昭和20年）12月31日正午前に発生した。事故の発生場所は佐世保市白岳町の旧海軍「金山弾薬庫」とされてきた。しかし、「金山弾薬庫」という名称の施設は第二次世界大戦後の1955年（昭和30年）に海上自衛隊によって設置されたもので、1945年3月の現場周辺図面などから事故現場は大塔町付近にあった「日宇火薬庫」と考えられている。事故後に米軍が記録したとみられる同日の写真には、英文で「廃棄のためにバージ（船）に積み込まれていた約240の日本の爆雷の暴発」とある。
この事故で東浜町の住民9人と米兵MP2人が亡くなった。碑は2002年（平成14年）に建立された。